# Бояры (платформа)
«Бояры» (бел. Баяры) — остановочный пункт электропоездов в Молодечненском районе. Расположен на перегоне «Олехновичи — Уша» между станцией Олехновичи и платформой Лоси.
Остановочный пункт расположен рядом с одноимённым посёлком. Рядом с остановочным пунктом находится продовольственный магазин и протекает река Уша. Платформы немного разнесены между собой. Платформа на Минск — прямая, а на Молодечно — изогнутая.

## Стоимость
Стоимость проезда от станции Минск-Пассажирский — 2,05 рублей, от станции Молодечно — 1,08 рублей.

## В пути
Время в пути, со всеми остановками от станции Минск-Пассажирский, около 74 минут.